# André Saliba
André Henrique Gonçalves Saliba (Itaúna, 27 agosto 1999) è un pallavolista brasiliano, opposto dell'Índios Guarus.

## Carriera

### Club
La carriera di André Saliba inizia nel settore giovanile del Minas, venendo promosso in prima squadra nel 2019 per disputare il Campionato Mineiro; in precedenza disputa la Superliga Série B con l'Academia do Vôlei. Per la stagione 2019-20 si trasferisce in Portogallo, dove disputa la Primeira Divisão con il Caldas, mentre nella stagione seguente approda allo Sporting Lisbona, vincendo la Coppa di Portogallo.
Rientra in patria per il campionato 2021-22 di Superliga Série A, indossando la maglia dell'AEESB, mentre nel campionato seguente torna in forza al Minas. Dopo un'annata con l'Academia do Vôlei, nella stagione 2024-25 approda all'Índios Guarus.

### Nazionale
Fa parte della nazionale brasiliana under 19 che partecipa al campionato mondiale 2017, mentre con l'under 21 vince la medaglia d'oro al campionato sudamericano 2018.

## Palmarès

### Club
- Coppa di Portogallo: 1

2020-21

### Nazionale (competizioni minori)
- Campionato sudamericano under 21 2018